# Синкел
Синкел (грец. σύγκελλος — synkellos, лат. syncellus) – у Східних Церквах службовець церкви, відповідальний за адміністративні справи. Офіс синкелосів походить від звичаю, започаткованого в середині IV століття, для єпископів, і особливо для патріархів Константинополя, які прийшли з чернечого стану, які після обрання на єпископську кафедру брали з собою кількох своїх колишніх супутників, щоб вони могли продовжувати разом виконувати чернечі вправи. З часом синкел став радником і сповідником єпископа чи патріарха і здобув значний вплив у помісній Церкві. До обов’язків синкела також входило дбати про добру репутацію єпископа та бути свідком його життя. Завдяки престижу, який супроводжував сан синкелія, ним почали нагороджувати не лише дійсних сподвижників єпископа, а й інших священнослужителів. Як наслідок, ця гідність втратила своє первісне значення, і її значення почало поступово зменшуватися.
У православ'ї почесне звання синкел або протосинкел дається священнослужителям, які представляють єпископа. Однак ця гідність не прив'язана до жодної юрисдикції.
У Східних Католицьких Церквах функція синкела розвинулася і стала схожою на юридичну фігуру генерального вікарія Західної Церкви. Посаду синкела для Східних Католицьких Церков було відновлено в документах Другого Ватиканського Собору, а вичерпну правову форму посад протосинкела та синкела окреслено в Кодексі канонів Східних Церков 1990 року.

## Назва
Термін synkellos (σύγκελλος) походить від грецького σύγ і κέλλιον (kellion, похідне від латинського cella – невелика кімната) і означає людину, яка живе в спільній камері. Латинською мовою воно було прийнято як syncellus, як поєднання грецького префікса та латинського слова cella, що означає чернеча келія.